# South Hero
South Hero és una població dels Estats Units a l'estat de Vermont. Segons el cens del 2000 tenia 1.696 habitants.

## Demografia
Segons el cens del 2000, South Hero tenia 1.696 habitants, 663 habitatges, i 472 famílies. La densitat de població era de 43,4 habitants per km².
Dels 663 habitatges en un 32,6% hi vivien nens de menys de 18 anys, en un 61,7% hi vivien parelles casades, en un 6% dones solteres, i en un 28,7% no eren unitats familiars. En el 21% dels habitatges hi vivien persones soles el 7,1% de les quals corresponia a persones de 65 anys o més que vivien soles. El nombre mitjà de persones vivint en cada habitatge era de 2,56 i el nombre mitjà de persones que vivien en cada família era de 2,98.
Per edats la població es repartia de la següent manera: un 24,9% tenia menys de 18 anys, un 5,5% entre 18 i 24, un 28,8% entre 25 i 44, un 29,5% de 45 a 60 i un 11,1% 65 anys o més.
L'edat mediana era de 40 anys. Per cada 100 dones de 18 o més anys hi havia 95,8 homes.
La renda mediana per habitatge era de 52.344 $ i la renda mediana per família de 61.198 $. Els homes tenien una renda mediana de 41.250 $ mentre que les dones 27.357 $. La renda per capita de la població era de 26.532 $. Entorn del 4% de les famílies i el 4,5% de la població estaven per davall del llindar de pobresa.